# Histoire et Mémoires de l'Academie Royale des Sciences, Inscriptions et Belles Lettres de Toulouse
Histoire et Mémoires de l'Academie Royale des Sciences, Inscriptions et Belles Lettres de Toulouse (abreviado Hist. & Mém. Acad. Roy. Sci. Toulouse) fue una revista con ilustraciones y descripciones botánicas que fue editada en Toulouse. Se publicaron dos series desde 1782 hasta 1843. Fue reemplazada por Mémoires. Academie des Sciences, Inscriptions et Belles-Lettres de Toulouse.

## Publicación
- Serie n.º 1, vols. 1-4, 1782-1790;
- Serie n.º 2, vols. 1-6, 1827-1843